# Battaglia di Lovanio (891)
La battaglia di Lovanio venne combattuta nel settembre dell'891 tra i Franchi ed i Vichinghi, ponendo fine a tutti gli effetti all'invasione vichinga dei Paesi Bassi. L'esistenza di questa battaglia è nota grazie agli Annali di Fulda.

## La battaglia
I Franchi erano guidati da Arnolfo di Carinzia e respinsero con successo l'assalto vichingo: si dice che i corpi dei norreni morti bloccassero il corso del fiume (ita ut cadaveribus interceptum alveum amnis siccum appareret).
Dopo questo successo Arnolfo costruì un castello su una piccola isola del fiume Dijle.
Gli Annali di Fulda, la fonte che cita questa battaglia, sono i primi a nominare la città di Lovanio (francese: Louvain), che a quei tempi veniva chiamata Loven.
Questo conflitto viene menzionato anche nella Cronaca anglosassone.